# Beinta Broberg

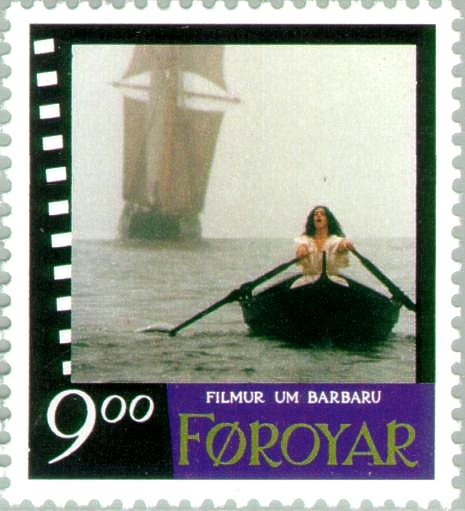
Die norwegische Schauspielerin Anneke von der Lippe als „Barbara“ in Nils Malmros' gefeiertem Film.

Beinta Kristina Broberg, dänisch: Bente Christine Broberg, (* um 1667 in Tórshavn/Färöer; † 17. Februar 1752) ist die reale Person hinter der Romanfigur Barbara von Jørgen-Frantz Jacobsen – und damit eine der bekanntesten Färingerinnen.
Beinta wurde um 1667 in Tórshavn als Tochter des Peder Sørensen Broberg (?–1695) und der Birgitte Marie Jensdatter Bøgvad (?–1715) geboren. Beide Eltern waren Dänen. Sie selbst war dreimal verheiratet
1. ca. 1695 mit dem Gemeindepfarrer Jónas Jónasen (ca. 1660 – ca. 1700). Er kam aus Dänemark und war Priester für die Nordinseln mit Sitz in Viðareiði.
2. ca. 1702 mit dem Gemeindepfarrer Niels Gregersen Aagaard, (1672 – 18. April 1706). Als er aus Dänemark auf den Färöern ankam, zog er mit Beinta nach Miðvágur auf Vágar.
3. ca. 1706 mit dem Gemeindepfarrer Peder Ditlevsen Arhboe, (23. November 1675 – 7. Januar 1756), Nachfolger von Aagaard auf Vágar. Aber 1718 wurde er seines Amtes enthoben, da es wiederholt Streitigkeiten mit den Einheimischen gab.

In der färöischen Überlieferung ist Beinta Broberg eine Art femme fatale. Sie wird dort Illa Beinta (die böse Beinta) genannt, weil sie für den frühen Tod ihrer ersten beiden Ehemänner verantwortlich gemacht wurde, und für die – vermutete – Geisteskrankheit ihres dritten Mannes. Zudem waren es alles Pfarrer, und das lieferte Stoff genug, nicht nur für Sagen, sondern auch für zwei Romane und schließlich den bis dahin teuersten dänischen Spielfilm aller Zeiten:
- 1927 schrieb Hans Andrias Djurhuus seine Novelle Beinta (in färöischer Sprache).
- Jørgen-Frantz Jacobsen war ein jüngerer Kollege, der allerdings auf Dänisch schrieb. Er nahm den Stoff auf und projizierte ihn auf seine unglückliche Liebe – Barbara. Als Jacobsen nur 38-jährig verstarb, lag das Manuskript unvollständig vor und wurde im Jahr darauf veröffentlicht. Der Roman Barbara erwies sich jedoch als ein Stück Weltliteratur. Innerhalb weniger Jahre war er in diverse Sprachen übersetzt.
- Der dänische Arzt und Filmemacher Nils Malmros war schon als Jugendlicher von dem Roman angetan. Er zog eigens auf die Färöer, um sich als Arzt am Landeskrankenhaus in Tórshavn mit dem Land vertraut zu machen, bevor er dann 1996 den Film Barbara drehte, der 1997 im Haus des Nordens seine Welturaufführung erlebte. Bereits 1961 gab es eine Verfilmung der UFA, die aber allzu frei mit dem Romanstoff umging.

## Name
Beinta ist ein färöischer Frauenname und stammt von Benedikta (fär. Benadikta). In Deutschland bekannter ist die dänische Form Bente.
Die Nominativform Beinta wird in allen anderen Fällen (Akkusativ, Dativ und Genitiv) im Färöischen als Beintu gebeugt.
Der Name Barbara existiert in genau dieser Form auch im Färöischen (wird analog als Barbaru gebeugt), hat mit Beinta aber nichts zu tun, sondern ist Jørgen-Frantz Jacobsens Einfall gewesen, um eine unglückliche Liebe (real seine Cousine Estrid Bannister Good) zu beschreiben.